# La Force du préjugé
La Force du préjugé. Essai sur le racisme et ses doubles est le premier ouvrage publié par le philosophe et historien des idées français Pierre-André Taguieff (Paris, La Découverte, « Armillaire », 1988). Taguieff présente lui-même son essai comme son « premier livre non militant ».

## Présentation
Dans cet ouvrage Taguieff analyse les diverses théories « raciales » et « racistes » et leurs « doubles » opposés, c'est-à-dire les idéologies anti-racistes. S'ouvrant sur un chapitre théorique qui introduit de nouveaux concepts tels que l'« hétérophobie » et l'« hétérophilie », l'ouvrage propose ensuite une approche généalogique des discours sur l'inégalité et le « différentialisme » (dit aussi « ethno-différentialisme ») développé notamment par le Groupement de recherche et d'études sur la civilisation européenne (GRECE). La réflexion se poursuit notamment sur la question de la ségrégation et de l'exclusion, autant de comportements relevant de la « force du préjugé ». Parallèlement, Taguieff mène une enquête critique sur les formes d'engagement dites antiracistes qui ne manquent pas de partager plusieurs aspects du phénomène auquel elles s'opposent. En fait, racisme et antiracisme fonctionnent, selon l'auteur, comme une « antinomie fondamentale », ce qui a pour effet notamment d'« engendre[r] une indétermination conceptuelle" » qui entraîne des débats et des controverses interminables.
La Force du préjugé fait date dans l'histoire des travaux sur le racisme ; l'essai est aujourd'hui considéré comme un ouvrage de référence sur cette question avec ceux, par exemple, de Colette Guillaumin et de Léon Poliakov.

### Table des matières
- Sommaire.
- Introduction. Doutes sur l'antiracisme.

- I. Critique de la raison antiraciste.

1. Hétérophobie, hétérophilie : l'antinomie définitionnelle.
2. « Racismes » : usages ordinaires et usages savants. Du mot à la notion.
3. Naissances, fonctionnements et avatars du mot « racisme ».
4. Un idéaltype : « Le racisme », construction idéologique.
- II. Généalogie de la critique dogmatique des préjugés.

5. Les origines intellectuelles de l'antiracisme : La « lutte contre les préjugés ».
6. Les théories du préjugé et le sens du racisme.
7. Antiracisme et idéologie, antipréjugés.
- III. Racismes et antiracismes : paradoxes, analyses, modèles, théorie.

9. La hantise du métissage.
10. De l'antiracisme : type idéal, corruption idéologique, effets pervers.
11. Éléments pour une théorie des débats idéologiques.
- IV. Au-delà du Racisme.

12. Pessimisme : la philanthropie malgré l'homme.
13. L'universalisme difficile.
14. L'éthique : l'infini de la loi au-dessus de la Loi ?
15. Métapolitique républicaine : universalisme ou barbarie ?
- Notes.
- Index.

## Commentaires
- Claude Liauzu (dans Le Monde diplomatique, 1988) :

« C’est le mérite de Pierre-André Taguieff d’avoir cerné cette "force du préjugé" [celle de l'hostilité envers les immigrés] et dépassé les facilités de l’antiracisme en marquant la nécessité d’une réflexion en profondeur. Car le national-populisme est un fait récurrent et devient massif quand il y a fragilisation du lien social, déconnexion entre système politique et société, et incertitudes sur l’identité nationale. Ces éléments se conjuguent aujourd’hui ».
- Éric Conan (dans L'Express, 1998) :

« Les travaux de Pierre-André Taguieff, meilleur spécialiste français du racisme, se sont imposés dans le monde universitaire, mais également auprès de nombreux militants antiracistes, dont son ouvrage pionnier, La Force du préjugé (1988), a ouvert les yeux. Il y réfutait l'idée, alors dominante, selon laquelle le racisme résiderait dans l'"exclusion de l'autre" et l'antiracisme dans l'affirmation du "droit à la différence". Cette rhétorique du multiculturalisme, sympathique mais fausse, aveuglait beaucoup d'associations, qui n'avaient pas perçu que le "droit à la différence", débouchant sur la "différence des droits" et le refus du métissage, était un leitmotiv de la nouvelle droite, habilement repris par le Front national. Surfant sur la montée des intégrismes communautaires, le discours lepéniste insiste en effet moins sur l'inégalité entre les races que sur les "différences culturelles", qu'il valorise pour mieux les déclarer inassimilables ».

### Éditions
- La Force du préjugé. Essai sur le racisme et ses doubles, Paris, La Découverte, « Armillaire », 1988.  (ISBN 2-7071-1719-6)
  - Réédition (revue et corrigée) : Paris, Gallimard, « Tel », 1990.  (ISBN 2-07-071977-4)

#### Traductions
- (it) Il razzismo. Pregiudizi, teorie, comportamenti, Cortina Raffaello (collana « Minima »), 1999.  (ISBN 9788870785340)
- (de) Die Macht des Vorurteils. Der Rassismus und sein Double, traduction d'Astrid Geese, Hamburger Edition, Hamburg 2000.  (ISBN 393090862X)

(de) Présentation et extraits de comptes rendus
- (en) The force of prejudice : on racism and its doubles, traduction et édition de  Hassan Melehy, Minneapolis, Minn., University of Minnesota Press, « Contradictions series », 2001.  (ISBN 0-8166-2372-4)

(en) Présentation, University of Minnesota Press

### Comptes rendus et articles sur l'ouvrage
- Alain de Benoist, « Racisme et différences : la force du préjugé », dans Krisis, no 2, « Évolution ? ».
- (en) D. Bramel, « The Power of Prejudice. French - Taguieff, PA », dans Contemporary Psychology (NY, É.-U.), no 35 (6), juin 1990, p. 583-584.
- Pascal Bruckner, « L'essai dérangeant de Pierre-André Taguieff : les paradoxes du racisme », dans le Nouvel Observateur, no 1226, 6 mai 1988, p. 66.
- André Jacob, « La Force du prejugé, essai sur le racisme et ses doubles », dans Études philosophiques, no 3-4, juillet-décembre 1989, p. 561-562.
- Bernard Lamy, « La force du prejugé, essai sur le racisme et ses doubles par Pierre-Andre Taguieff », dans la Revue Française de Sociologie, vol. 31, no. 4, octobre - décembre, 1990, pp. 640-644.
- Alain Policar, « Le racisme et ses doubles. La Force du préjugé de Pierre-André Taguieff », dans Les Temps modernes, no 44 (507), octobre 1999, p. 75-109.
- Dominique Schnapper, « Compte rendu du livre La force du préjugé : essai sur le racisme et ses doubles de P.-A. Taguieff », dans la Revue française de science politique, vol. 41, no 2, avril 1991, p. 264-270.
- Thierry Schwartz, « Pierre-André Taguieff : nul n'a le monopole de l'antiracisme / Entretien avec l'auteur de La force du préjugé », dans Croissance des jeunes nations, no 303, mars 1988, p. 36.
- Perrine Simon-Nahum, « Taguieff, Pierre-André, La force du préjugé. Essai sur le racisme et ses doubles », dans Vingtième Siècle. Revue d'histoire, vol. 20, no 20, 1988, p. 151.
- Michel Wieviorka, « La Force du préjugé. Essai sur le racisme et l'antiracisme par P.-A. Taguieff », dans la Quinzaine littéraire, no 509, 16 mai 1988, p. 25-26.
- Michel Winock, « Racismes et antiracismes. La force des préjugés. essai sur le racisme et ses doubles », dans L'Histoire, no 112, mai 1988, p. 75-77.